# Посякин, Михаил Степанович
Михаил Степанович Посякин (27 ноября 1899 года, с. Никитино, ныне Починковский район, Нижегородская область — 14 января 1981 года, Москва) — советский военный деятель, Генерал-майор (17 января 1944 года).

## Начальная биография
Михаил Степанович Посякин родился 27 ноября 1899 года в селе Никитино ныне Починковского района Нижегородской области.

## Военная служба

### Гражданская войны
В июле 1919 года был призван в ряды РККА и направлен красноармейцем в 607-й стрелковый полк, после чего принимал участие в боевых действиях против войск под командованием генералов К. К. Мамонтова и А. Г. Шкуро, а с августа того же года в составе 306-го стрелкового полка (34-я стрелковая дивизия) участвовал в боевых действиях против Кубанской армии под командованием генерала Н. А. Морозова, а также вооруженных формирований под командованием генерала П. П. Фостикова на территории Кубани и Северного Кавказа.
В сентябре 1922 года Посякин в составе 13-х Бакинских пехотных курсов комсостава воевал против вооружённых формирований чолокаевцев на Юго-Восточном фронте.

### Межвоенное время
После окончания Тифлисских пехотных курсов комсостава в августе 1925 года был направлен в Ленинградский военный округ, где служил на должностях командира взвода 32-го стрелкового полка (11-я стрелковая дивизия), командира взвода и заведующего оружием отдельной пулемётной роты округа, заведующего оружием и командира роты 15-го пулемётного батальона.
В январе 1930 года был направлен на учёбу на Стрелково-тактические курсы «Выстрел», после окончания которых в марте того же года был назначен на должность командира роты, в апреле 1931 года — на должность начальника штаба батальона, а в марте 1933 года — на должность помощника начальника 1- й части штаба Ленинградского пограничного гарнизона, в составе которого вскоре служил на должностях командира роты пулемётного батальона, начальника штаба батальона и помощника начальника 1-й части штаба пограничного гарнизона, а в феврале 1936 года назначен на должность помощника начальника 1-го отделения 2-го отдела Административно-мобилизационного управления РККА.
В апреле 1937 года был направлен на учёбу в Военную академию имени М. В. Фрунзе, после окончания которой в феврале 1940 года был назначен на должность начальника оперативного отделения — заместителя начальника штаба 85-й стрелковой дивизии, после чего принимал участие в боевых действиях в ходе советско-финской войне. В ноябре 1940 года был назначен на должность начальника штаба 15-й пулемётно-артиллерийской бригады, а в марте 1941 года — на должность начальника штаба 204-й моторизированной дивизии (11-й механизированный корпус, Западный Особый военный округ).

### Великая Отечественная война
С началом войны Посякин находился на прежней должности. Дивизия вела тяжёлые оборонительные боевые действия в районах городов Гродно, Лида и Новогрудок.
С августа 1941 года был назначен на должность заместителя начальника штаба 3-й армии, принимавшей участие в ходе Смоленского сражения, а в сентябре назначен на должность начальника оперативного отдела штаба 21-й армии, которая участвовала в боевых действиях в Киевской оборонительной операции.
После окончания ускоренного курса Высшей военной академии имени К. Е. Ворошилова в апреле 1942 года был назначен на должность начальника штаб 8-го гвардейского стрелкового корпуса, а в январе 1943 года — на должность начальника штаба 9-го гвардейского стрелкового корпуса. С 4 по 11 февраля 1944 года исполнял должность командира того же корпуса, который вёл боевые действия на Мозырьском укреплённом районе на реке Птичь. Вскоре корпус принимал участие в ходе Белорусской, Рижской, Варшавско-Познанской, Восточно-Померанской и Берлинской наступательных операций. За образцовое выполнение боевых заданий командования Посякин был награждён орденами Суворова 2 степени и Отечественной войны 1 степени.

### Послевоенная карьера
После окончания войны генерал-майор Посякин находился в распоряжении Военного совета Группы советских войск в Германии и Главного управления кадров НКО и в октябре 1945 года был назначен на должность начальника Управления боевой и физической подготовки штаба Прибалтийского военного округа, а в январе 1946 года — на должность начальника 1-го отдела Организационно-штатного управления Главного штаба Сухопутных Войск.
С апреля 1950 года находился в распоряжении Главного управления кадров Министерства обороны СССР и с августа того же года исполнял должность начальника Управления боевой подготовки Главного автотракторного управления Министерства обороны, затем вновь находился в распоряжении Главного управления кадров. В июне 1952 года был назначен на должность помощника командующего по строевой части ВВС Северного Флота.
Генерал-майор Михаил Степанович Посякин в апреле 1953 года вышел в запас. Умер 14 января 1981 года в Москве.

## Награды
- Орден Ленина;
- Четыре ордена Красного Знамени;
- Орден Суворова 2 степени;
- Орден Кутузова 2 степени;
- Орден Отечественной войны 1 степени;
- Медали.